# سیدی خلیل
سیدی خلیل (به عربی: سيدي خليل) یک شهرداری در الجزایر است که در ناحیه المغیر واقع شده‌است. سیدی خلیل ۶٬۵۴۷ نفر جمعیت دارد و ۱۵ متر بالاتر از سطح دریا واقع شده‌است.